# Whole Foods Market
Whole Foods Market est une entreprise de distribution alimentaire de produits biologiques. Elle est présente aux États-Unis, au Canada et au Royaume-Uni. Whole Foods Market est fondée en 1980. Son siège social est situé à Austin au Texas. Elle fait partie de l'indice NASDAQ-100.

## Historique
Avant même la création de l'enseigne, ses fondateurs Renee Lawson Hardy et John Mackey  créent une épicerie de 2 000 pieds carrés nommée Safer Way Natural Foods, qui fusionne en 1980 avec son rival Clarksville Natural Grocery pour devenir le premier magasin Whole Foods Market, qui compte 19 employés. Un an après son ouverture, ce premier magasin subit comme le reste d'Austin une inondation de grande ampleur, qui détruit le stock du magasin. Grâce à l'aide de ses clients, le magasin rouvre un mois plus tard. 
À partir de 1984, Whole Foods Market commence son expansion tant de manière organique, que par acquisition. Il ouvre des magasins à Houston, à Dallas et à la Nouvelle-Orléans, cette dernière ouverture est réalisée grâce à l'acquisition de The Whole Food. Par la suite dans les années 1990, il acquiert Wellspring Grocery, Bread & Circus, Mrs. Gooch’s Natural Foods Markets, Bread of Life, Fresh Fields Markets, Merchant of Vino et Nature’s Heartland. En 2000, Whole Foods acquiert Natural Abilities, puis Harry’s Farmers Market en 2001. Il acquiert Select Fish en 2003. En parallèle de cette expansion géographique, Whole Foods Market investit dans les activités de transformations alimentaires.
En 2004, Whole Foods Market entre sur le marché britannique via l'acquisition de Fresh & Wild. En 2008, il n'a cependant que 4 magasins au Royaume-Uni, avant de passer à 8 magasins en 2011.
Whole Foods Market annonce l'acquisition en 2007 de Wild Oats Markets pour environ 565 millions de dollars, hors reprise de dette. Par la suite, les autorités de la concurrence, s'opposent à cette acquisition. Après cela, Whole Foods accepte en 2009 la vente d'une quinzaine de magasins et de la marque Wild Oats Markets.
Le 16 juin 2017, Amazon annonce le rachat de Whole Foods Market pour 13,7 milliards de dollars (12,3 milliards d'euros). Cette opération est la plus importante opération de croissance externe réalisée par Amazon depuis sa création. Le prix proposé de 42 $ par action Whole Foods représente une prime de 27 % sur le cours de clôture du 15 juin 2017.
Amazon et Whole Foods prévoient de clôturer l'opération au second semestre 2017,.

## Controverses
En septembre 2018, le magazine en ligne américain Gizmodo révèle l'existence d'une vidéo interne destinée aux cadres de Whole Foods Market afin de les former à prévenir et enrayer toute création ou action de syndicats dans l’entreprise. La vidéo explique comment repérer les signes qui annoncent des actions syndicales : « Si vos employés commencent à parler de « salaires décents » ou de « représentant », s’ils passent du temps ensemble alors que ce n’était pas dans leurs habitudes, s’ils souhaitent avoir accès à la liste du personnel, ou bien encore s’ils s’intéressent trop à la vie de l’entreprise, alors vous avez là des signes annonciateurs d’une organisation des travailleurs à laquelle il faut rapidement répondre : Vous pouvez leur dire que vous préférez ‘les rapports directs avec vos employés’ (sans en passer par un syndicat), ou de manière plus forte, leur dire que ‘les syndicats sont des rats menteurs et trompeurs’. Dans les deux cas, la loi vous protège ! » conseille la vidéo.
Le site américain Business Insider, qui a enquêté dans les magasins de Whole Foods Market sur les évaluations exigeantes des salariés, deux fois par semaine, pouvant mener à leur licenciement en cas de résultats négatifs, rapporte le constat d'un manager : « Voir des employés pleurer au travail est devenu normal ».
En novembre 2020, l'entreprise a interdit à ses employés canadiens de porter le coquelicot pour le jour du Souvenir. La controverse a rapidement été reprise par le domaine politique, le Premier ministre Justin Trudeau ayant qualifié cette directive d'« erreur stupide » et ayant invité l'entreprise à revenir sur sa décision. Le Chef de l'opposition officielle, Erin O'Toole, ancien militaire, a également dénoncé l'entreprise et qualifié cet acte d'« anti-canadien ». Doug Ford, Premier ministre de l'Ontario, a pour sa part promis le dépôt d'un projet de loi interdisant aux entreprises d'empêcher leurs employés de porter le coquelicot.
En mars 2023, une enquête du New York Times dénonce l'utilisation de jeunes enfants, principalement latino-américains, dans de grosses usines travaillant pour un certain nombre de grandes sociétés américaines dont Whole Foods Market.